# Sonet 47 (William Szekspir)

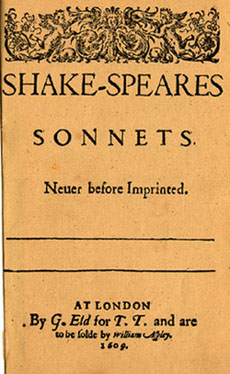
Strona tytułowa pierwszego wydania sonetów Shakespeare’a

Sonet 47 (Z sercem związało się teraz me oko) – jeden z cyklu sonetów autorstwa Williama Shakespeare’a. Po raz pierwszy został opublikowany w 1609 roku.

## Treść
W sonecie tym podmiot liryczny, który przez niektórych badaczy jest utożsamiany z autorem, demonstruje swój podziw dla urody tajemniczego młodzieńca. Jest on również bezpośrednim odniesieniem do sonetu 46, gdzie także pojawia się obraz walki serca z okiem.